# Tutti dentro
Tutti dentro, estrenada internacionalment com Everybody in Jail, és una pel·lícula de comèdia italiana del 1984 escrita, protagonitzada i dirigida per Alberto Sordi. El personatge principal, un jutge hiperactiu, vanitós i logorreic, és considerat un dels jutges de ficció més famosos de l'imaginari col·lectiu italià.

## Trama
El jutge Annibale Salvemini és un magistrat incorruptible de Roma que, encara que a prop de la jubilació, no pretén mostrar cap senyal de debilitat. Continua amb la seva feina severa i continua alimentant sense pietat a tota la gent pobra que s'hi troba a l'abast, inclosos, per descomptat, els delinqüents. Tots els seus companys l'admiren, inclosa la seva xicota amb qui s'ha de casar. Però també un jutge honest i moralista com Annibale té secrets. De fet, ell, a més de la seva vida plena de mentides i mundanitat, ha arribat a un acord amb un cap de la màfia americana: Corrado Parisi. De fet, Annibale es va veure obligat contra la seva voluntat a acceptar l'encàrrec de no enviar a la presó tota la companyia del cap, que està preparant un tràfic ombrívol. Annibale finalment intenta rebel·lar-se, però no pot arribar a temps perquè els periodistes de televisió ho descobreixin. S'afegeixen comentaris a l'escàndol dels millors amics d'Annibale i els seus estimats col·legues de la cort el condemnen immediatament com el pitjor de tots els paràsits. La vida d'Annibale es destrueix d'un sol cop.

## Repartiment
- Alberto Sordi com Annibale Salvemini
- Joe Pesci com a Corrado Parisi
- Dalila Di Lazzaro com Iris Del Monte
- Giorgia Moll com Giovanna Salvemini
- Armando Francioli com a Enrico Patellaro
- Tino Bianchi com a conseller Vanzetti
- Franco Scandurra com a procurador general
- Marisa Solinas com a Luisella